# Cerodirphia azuayana
Cerodirphia azuayana is een vlinder uit de familie nachtpauwogen (Saturniidae), onderfamilie Hemileucinae.
De wetenschappelijke naam van de soort is voor het eerst geldig gepubliceerd door Ronald Brechlin, Horst Käch & Frank Meister in 2013.

## Type
- holotype: "female, 1.VI.2009. leg. H. Käch. Barcode: BC-RBP 6940"
- instituut: MWM München, Duitsland en later overgebracht naar ZSM, München, Duitsland
- typelocatie: "Ecuador, Azuay, Garumales, 1740 m, road Paute-Mendez, ca. 2°45'S, 78°28'W"